# Setchūyō

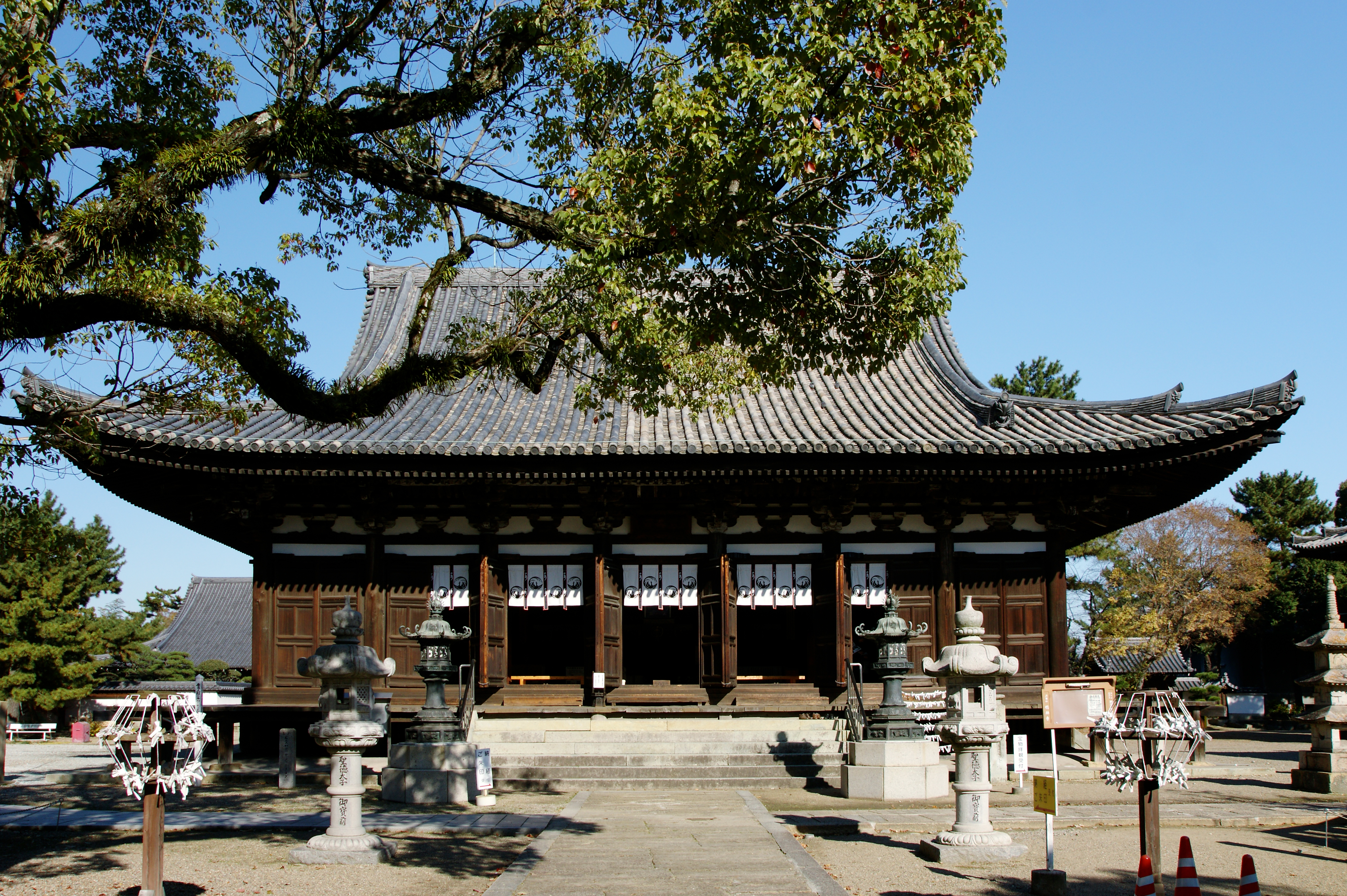
Kakurin-ji.

Setchūyō (折衷様, lit. « style éclectique ») est un style architectural apparu au Japon durant l'époque Muromachi de la fusion d'éléments appartenant à trois styles précédents différents, à savoir le wayō,  le daibutsuyō et le zenshūyō. On en trouve un exemple dans le principal à Kakurin-ji,. La combinaison du wayō et du daibutsuyō en particulier est si fréquente qu'elle est parfois classée séparément par les spécialistes sous le nom shin-wayō (新和様, « nouveau wayō »).